# 1521 Seinäjoki
1521 Seinäjoki è un asteroide della fascia principale. Scoperto nel 1938, presenta un'orbita caratterizzata da un semiasse maggiore pari a 2,8485000 UA e da un'eccentricità di 0,1405460, inclinata di 15,05613° rispetto all'eclittica.
L'asteroide prende il nome dalla città finlandese di Seinäjoki.